# Krycktjärnen
Krycktjärnen är en sjö i Ragunda kommun i Jämtland och ingår i Indalsälvens huvudavrinningsområde. Sjön har en area på 0,138 kvadratkilometer och ligger 207,8 meter över havet.

## Delavrinningsområde
Krycktjärnen ingår i det delavrinningsområde (701116-149816) som SMHI kallar för Mynnar i Gesunden. Medelhöjden är 260 meter över havet och ytan är 10,29 kvadratkilometer. Räknas de 2 avrinningsområdena uppströms in blir den ackumulerade arean 30,92 kvadratkilometer. Krokdalsbäcken som avvattnar avrinningsområdet har biflödesordning 2, vilket innebär att vattnet flödar genom totalt 2 vattendrag innan det når havet efter 144 kilometer. Avrinningsområdet består mestadels av skog (90 procent). Avrinningsområdet har 0,14 kvadratkilometer vattenytor vilket ger det en sjöprocent på 1,3 procent.